# Two Against Time
Two Against Time is een Amerikaans televisiedrama uit 2002 van David Anspaugh met in de hoofdrollen Marlo Thomas en Ellen Muth.

## Verhaal
Julie Portman is haar luie man meer dan beu en beslist om haar twee kinderen alleen op te voeden. Ze heeft het niet makkelijk met haar rancuneuze en rebellerende tienerdochter Emma. Het leven van Julie en haar dochter Emma neemt een dramatische wending wanneer er bij beiden kanker wordt geconstateerd. Deze ontdekking doet hen beseffen dat de tijd die ze samen hebben te kostbaar is om ruziënd door te brengen en
besluiten hun moeder-dochterband te versterken omdat ze nog maar weinig tijd over hebben.

## Rolverdeling
| Acteur         | Personage       |
| -------------- | --------------- |
| Marlo Thomas   | Julie Portman   |
| Ellen Muth     | Emma Portman    |
| Peter Friedman | Robert Portman  |
| Karen Robinson | Connie Matthews |
| Troy Hall      | Michael Portman |
| Joe Penny      | George Tomich   |
| Drew Nelson    | Eddie Bramante  |